# Bennaria praestans
Bennaria praestans är en insektsart som först beskrevs av Walker 1857.  Bennaria praestans ingår i släktet Bennaria och familjen kilstritar. Inga underarter finns listade i Catalogue of Life.